# José Lladró
José Lladró Dolz (Almácera, 3 de enero de 1928-Valencia, 17 de junio de 2019) fue un empresario y artista español conocido por ser uno de los fundadores de la empresa Lladró.

## Biografía
Fue hijo de los agricultores Juan Lladró Cortina y Rosa Dolz Pastor. Fue el segundo de tres hermanos: Juan (fallecido el 16 de diciembre de 2017), José y Vicente (fallecido el 11 de octubre de 2019). Aunque empezó a estudiar, a los quince años dejó junto a su hermano mayor Juan la formación para empezar a trabajar en Azulejera Valenciana. Después de un breve intervalo para cumplir con el servicio militar, Lladró volvió a su provincia y comenzó a trabajar en la fábrica Víctor Nalda junto a sus hermanos Juan y Vicente. En esta fábrica, Lladró y sus hermanos trabajaron como escultores. Poco después, ingresarían en la Escuela de Artes y Oficios de San Carlos, en Valencia, donde Juan y José estudiaron dibujo, pintura y composición decorativa, mientras que Vicente se dedicó a la escultura. Varios de sus trabajos de aquella época pueden verse en la actualidad en el Museo Lladró de Nueva York.

### Inicio de la empresa familiar
Los hermanos Lladró empezaron a crear sus propias esculturas en un pequeño horno construido en el patio de la casa paterna, en ella tras sus primeros simples experimentos como platos decorados, pinturas sobre azulejos y algún que otro jarrón, pronto se consiguieron los primeros encargos para grandes empresas como por ejemplo sencillas flores de cerámica. Esas piezas aún no contaban con un estilo propio y definido. Esa actividad no tardó en hacerse incompatible con el trabajo en la fábrica, que finalmente tuvieron que abandonar, principalmente por divergencias con el dueño.
En la década de los 50, consiguieron reunir el dinero necesario para crear su propio negocio. Así fue como los hermanos Lladró fraguaron, en 1953, lo que se convertiría en la empresa Lladró.
En 1959, la empresa se trasladó a una nave de la población vecina de Tabernes Blanques, allí nacerán sus tres hijas, Rosa María, María del Carmen y María José, fruto de su enlace matrimonial con Carmen Castelló.
En 1960 la palabra «Spain» se incorporó al logotipo como clara expresión de la vocación exportadora de la empresa. El logo de Lladró consiste en una flor del campanillo, muy popular en la zona, y un lazo que representa un símbolo de la alquimia antigua, la unión de la naturaleza con la ciencia.

### La marca Lladró sale al mercado internacional
En los años sesenta la empresa inició su expansión por el territorio nacional y puso el primer eslabón de una cadena de tiendas en el extranjero con su implantación en Estados Unidos.
Se inaugura en 1962 la Escuela de Formación Profesional, ubicada en la misma fábrica de Tabernes Blanques donde se empiezan a impartir materias directamente relacionadas con el proceso de creación de la porcelana: dibujo, pintura, escultura, historia del arte, etcétera.

Ya, el 2 de noviembre de 1967, se culminó un sueño con la construcción de la Ciudad de la Porcelana la cual fue planificada con la idea de crear las mejores condiciones para desarrollar una labor artística combinada con el deporte y el ocio. Así en 1968 a modo de precursora de nuevas y futuras estrategias de diversificación se crea 'Nao' como segunda marca de figuras de porcelana orientada a un público más joven y desenfadado.
Con una actitud pionera y solidaria no regulada por la ley y una obligación moral, se empezó a incorporar personas discapacitadas a su plantilla, lo cual influenció positivamente al resto de trabajadores gracias al empeño de estos en demostrar que eran tan capaces como los demás y estimulando así al resto de sus compañeros.
En 1969, el entonces ministro de Industria Gregorio López, inaugura las primeras instalaciones de la Ciudad de la Porcelana. Espacios libres, jardines, zonas deportivas para practicar la natación, fútbol o tenis, zonas de ocio abiertos todo el año a disposición de las familias de los trabajadores para disfrutar del complejo y así crear un clima más favorable entre todos los que participaban en el proyecto.
Hasta entonces fabricaban y decoraban piezas de loza, pero pronto decidieron experimentar con otros materiales y otro tipo de diseños. Empezaron con pequeñas figuras que intentaban imitar las de la Royal Copenhagen, consideradas las de mayor calidad. Incluso, regaló los Tres Reyes Magos al papa Pablo VI, pero éste los recicló obsequiando una estatua a cada uno de los astronautas que viajaron a la Luna en 1969 —Armstrong, Aldrin y Collins—, porque consideró que eran los mensajeros de Dios en el mundo exterior.
En 1970 se incorporó la línea Gres, con la imagen de una muchacha leyendo. La peculiar luminosidad de este material fascinó a la clientela y a los críticos, y al año siguiente surgió la línea de los jarrones, un excelente medio de expresión para los pintores de la empresa. En 1973 los Lladró ya disponían de suficiente capital para adquirir el 50% de la Weil Ceramics & Glass, con lo que afianzaron su presencia en el mercado estadounidense. En 1974 lanzaron las primeras esculturas de la colección Élite y empezaron a aplicar el emblemático azul brillante mediante una pequeña calca colocada en la base de cada pieza antes de pintarla.
En 1984, el relevo generacional al frente de la compañía se incorpora al consejo de administración de la empresa, Rosa —hija de Juan Lladró—, Mari Carmen —hija de José Lladró— y Juan Vicente —hijo de Vicente Lladró—.
En 1985 nació la Sociedad de Coleccionistas, que reúne a más de cien mil clientes fijos amantes de las porcelanas Lladró y que disfrutan de ciertas ventajas a la hora de adquirir productos de tirada limitada. En 1986 se firma en enero el acuerdo para la formación de una empresa conjunta con el grupo Mitsui, hasta ese momento distribuidor de las porcelanas Lladró en Japón. Como consecuencia de esta alianza se crea la filial Bussan Lladró en Tokio.

### De las ventas a los museos
El 18 de septiembre de 1988 se inauguró el Museo y Galería Lladró de Nueva York, en un edificio restaurado que conserva todo el encanto urbanístico de los años veinte en la calle 57 de Manhattan y, con la fundación de Lladró USA y Ordal Australia se consolidó la expansión de la empresa en Estados Unidos y Australia.
El renombre adquirido por las esculturas Lladró propició que en 1991 fuera expuesta una selección de las mismas en el exclusivo Museo del Hermitage, en San Petersburgo. Desde entonces, dos piezas forman parte de la colección permanente de este emblemático museo: Carroza siglo xviii y Don Quijote.
En 1992, Lladró está presente en el Pabellón de Valencia en la Exposición Universal Expo 92, en Sevilla. En él exhiben las piezas más emblemáticas, junto con una exposición que detalla las fases de creación de una escultura de porcelana.
En 1993 Lladró recibe el Premio Príncipe Felipe a la Excelencia Empresarial, en el apartado Internacionalización.
En 1994 Lladró recibe el Premio a la Mejor empresa española. Luz de América se expone en el Museo de Arte Moderno de Santo Domingo, República Dominicana. La muestra monográfica Lladró de cerca incluye veinticinco piezas emblemáticas. Desde entonces, Luz de América, creada con el motivo del V centenario del Descubrimiento de América y donada por Lladró, ocupa un espacio privilegiado en la sala principal del museo.
En 1995 se inaugura el Centro Lladró en Madrid. Con tal motivo, se instala una exposición especial que reúne alrededor de medio centenar de obras inspiradas en la ciudad de Madrid; el 26 de marzo de 1997, el Centro Lladró de Beverly Hills, un edificio de grandes dimensiones obra común de Juan Vicente Lladró, Rafael Tamarit y el renombrado arquitecto estadounidense Ki Suh Park, y en 1999, el Centro Lladró en Las Vegas. Con la colección Inspiration Millennium se dio la bienvenida al tercer milenio y se inauguró otro Centro Lladró en el corazón de Sídney. En 2001 nació Lladró Privilege, un programa de fidelización de clientes.
En 1997 nuevamente Lladró recibe el Premio Príncipe Felipe a la Excelencia Empresarial en el apartado Capacidad para Competir.
En 2002 Lladró recibe por tercera vez el Premio Príncipe Felipe a la Excelencia Empresarial, en esta ocasión en la categoría Gestión de la Marca Renombrada.
Em 2003, se presentan en distintas ciudades de España el proyecto 'Manos a la obra', una iniciativa de Lladró y Ayuda en Acción para proteger y mejorar los medios de vida de más de 300 familias de alfareros de Zautla, México.
Los hermanos Lladró han abierto filiales en otros lugares de España y en Estados Unidos, Canadá, Alemania, Bélgica, Italia, Reino Unido, Japón, Hong Kong, Singapur y Australia.

### División de la empresa familiar
En 2004 las tres familias fundadoras acuerdan encomendar a Alain Viot —ejecutivo profesional e independiente la gestión del grupo proveniente del equipo ejecutivo del Grupo Richemont propietario de marcas como Cartier, Alfred Dunhill o Chloé—. El consejo de administración, integrado hasta ese momento por seis miembros de la segunda generación Lladró, incorpora como consejeros externos independientes a José Luis Ferrero (Nutrexpa) y Rafael Fraguas (IESE).
En 2005 la empresa catalana Supergrif llega a un acuerdo con Lladró y se pone en marcha una nueva línea de producto, Lladró Baño, centrado en grifería de diseño básicamente.
Este mismo año se le concede a José Lladró Dolz la Gran cruz de la Orden del Mérito Civil.
En 2007, la familia Lladró decidió romper la sociedad. Las tres ramas de la familia, que se repartían la empresa al 33%, alcanzaron un acuerdo societario que concluía con una puja, por la que Juan Lladró y sus cuatro hijas pasaron a contar con el 70% de la división histórica de la compañía, Lladró Comercial, sociedad que agrupa tanto el negocio de la porcelana, con sus marcas, Lladró y Nao, como el de joyería, con Carrera y Carrera. Mientras José y Vicente se repartieron el 30% restante junto con el resto de los activos que poseía el grupo.

## Distinciones
- Gran cruz de la Orden del Mérito Civil ( España, 6 de julio de 2005).[4]